# Maradun
Maradun è una città della Repubblica Federale della Nigeria appartenente allo stato di Zamfara. 
È il capoluogo dell'omonima area a governo locale (local government area) che si estende su una superficie di 2.728 km² e conta una popolazione di 210.852 abitanti.